# Железная дорога Туркменистан — Афганистан — Таджикистан
Железная дорога Туркменистан — Афганистан — Таджикистан — строящаяся железная дорога в Центральной Азии, связывающая Туркменистан, Афганистан и Таджикистан. Предполагается, что железная дорога позволит создать благоприятные условия для повышения темпов социально-экономического развития и процветания региона.

## Предыстория
Развитие транспортной сети между странами Центральной Азии и выход к морским портам Пакистана и Ирана, развитие в регионе разветвлённой транспортной сети и создание условий для её эффективной интеграции в международную транспортно-коммуникационную инфраструктуру, стали основной причиной создания различных проектов строительства железнодорожных путей стран центральноазиатского региона с соседними странами и прежде всего с Афганистаном. Таджикистан из-за спорных отношений с соседним Узбекистаном по проблемам оплаты транспортировки и использования единственной железнодорожной дороги, соединяющей страну с центральноазиатским регионом и европейской частью России, фактически оказался в коммуникационной изоляции.
В 2011 году южный куст Таджикской железной дороги (Хошады — Яван и Курган-Тюбе — Куляб) оказался полностью изолирован в результате планомерной ликвидации Узбекистанскими железными дорогами участка Галаба — Амузанг — Хошады.
После этого Таджикистан задумал строительство нескольких ЖД, чтобы выйти из узбекской блокады.
Трёхсторонние переговоры Таджикистана, Туркменистана и Афганистана начались в начале 2013 года в ходе которой были согласованы интересы сторон по созданию трансафганского коридора Туркменистан—Афганистан—Таджикистан Меморандум по проекту строительства железной дороги был подписан 20 марта 2013 года в Ашхабаде в ходе трёхсторонней встречи президентов трёх стран, прибывших в туркменскую столицу на празднование Навруза.

## Хронология
20 марта 2013 года по итогам трёхсторонней встречи на высшем уровне в Ашхабаде, президент Туркменистана Гурбангулы Бердымухамедов, президент Таджикистана Эмомали Рахмон и бывший президент Афганистана Хамид Карзай подписали Меморандум о взаимопонимании между этими странами по проекту строительства трансафганской железной дороги.
19 апреля 2013 года в Ашхабаде прошло первое заседание рабочих групп по проекту железной дороги.
6 июня 2014 года в Атамурате состоялась церемония начала строительства туркменского участка железной дороги в котором приняли участие главы Туркменистана, Таджикистана и Афганистана. В присутствии президентов были уложены первые рельсы участка стальной магистрали Атамурат — Имамназар — Акина — Андхой. Закладка участка «Атамырат-Ымамназар-Акина» протяжённостью 85 км до афганской границы стал началом строительства всего проекта. Выступая на церемонии начала строительства президент Таджикистана Эмомали Рахмон подчеркнул, что «Таджикистан, как Туркменистан и Афганистан, является твёрдым сторонником полноценного и результативного регионального сотрудничества. Ибо только создание благоприятных условий для свободного движения товаров, услуг, капитала и рабочей силы позволит в ближайшие годы увеличить ВВП стран нашего региона, по меньшей мере, в два раза. Более того, аксиоматично и то, что Центральная Азия может стать ещё более привлекательной для инвестиций именно как целостный рынок.».
15 июня 2013 года президент Туркменистана Гурбангулы Бердымухамедов подписал постановление, согласно которому Туркменские железные дороги в качестве заказчика и генерального подрядчика составят проекты международной железной дороги «Атамырат-Имамназар (Туркменистан) — Акина (Афганистан)», её вспомогательных объектов и двух мостов вдоль этой дороги, и осуществит их строительство.
В ноябре 2015 года Туркменистан завершил возведение своего участка дороги, доведя её до границы с Афганистаном.

## Финансовое обеспечение строительства
Азиатский банк развития выделил 9 млн долларов грантовых средств для разработки технико-экономического обоснования будущей железной дороги. Туркменский участок железной дороги был профинансирован правительством Туркменистана. Планировалось, что впредь таджикский участок железной дороги профинансирует Исламский банк развития, такое заявление сделал президент банка Ахмад Мухаммад Али.

## Согласование маршрута
В январе 2014 года между Афганистаном и Таджикистаном был согласован маршрут афганского участка железной дороги. Афганистан предлагал проложить железную дорогу по маршруту Келиф (Туркменистан) — Шерхан-Бандар (торговый порт в провинции Кундуз, на границе Афганистана с Таджикистаном). Однако в конечном счёте было принято решение проложить дорогу по более короткому пути около 200 км маршруту Келиф — Хошады (Таджикистан, Шаартузский район Хатлонской области).
Правительство Таджикистана обратилось к Азиатскому банку развития (АБР) с просьбой взять на себя роль основного координатора строительства этой дороги. Азиатский банк развития взял на себя роль в реализации проекта строительства железной дороги и согласился оказать помощь не только Таджикистану, но и Афганистану и Туркменистану.
Железнодорожное сообщение Таджикистана и Туркменистана через территорию Афганистана позволит Таджикистану избежать транспортной зависимости от Узбекистана и обеспечить выход на сеть железных дорог СНГ и к Каспийскому морю, а также в перспективе к Персидскому заливу.

## Реализация проекта
Таджикской стороной было ускорено строительство линии Вахдат — Яван длиной 40,7 км, строившейся с марта 2009 года. Она была сдана в августе 2016 года и соединила два участка железных дорог. В феврале 2017 года прошёл первый пассажирский поезд на юг по линии Душанбе — Вахдат — Яван — Курган-Тюбе — Шаартуз — Хошады длиной 242,7 км до афганской границы.
В ноябре 2016 года туркменская сторона закончила строительство своего участка Атамурат — Имамназар — Акина (Афганистан) длиной 88 км.
Таким образом были построены западная и восточная части проекта Железная дорога Туркменистан — Афганистан — Таджикистан в обход Узбекистана с юга.
Но в начале 2018 года, после смены руководства Узбекистана, разобранный в 2012 году пограничный участок железной дороги Галаба — Амузанг был восстановлен узбекской стороной и в марте 2018 года по этому пути отправился первый поезд из Таджикистана Куляб — Москва.
14 января 2021 года был открыт небольшой афганский участок дороги Акина — Андхой.